# 웨이팅 포 더 문
웨이팅 포 더 문(Waiting For The Moon)은 독일(구 서독)에서 제작된 질 갓밀로우 감독의 1987년 드라마 영화이다. 린다 바셋 등이 주연으로 출연하였고 산드라 슐버그 등이 제작에 참여하였다.

## 출연

### 주연
- 린다 바셋
- 자크 부데

### 조연
- 린다 헌트
- 베르나데트 라퐁
- 다니엘 랭그렛
- 앤드류 맥카시
- 브루스 맥길

## 제작진
- 라인프로듀서: 프레더릭 보부론
- 라인프로듀서: 장 아샤슈
- 의상: 엘리자베스 타베르니에
- 배역: 팻 골든